# Laurent Buffard
Pour les articles homonymes, voir Buffard.
Laurent Buffard, né le 29 août 1963 à Chemillé (Maine-et-Loire), est un entraîneur de basket-ball français. Il est entraîneur de Cholet Basket de décembre 2013 à décembre 2015.

## Biographie
Buffard est entraîneur de Cholet Basket entre 1991 et 1995.
De 1999 à 2013, il entraîne des équipes féminines de haut niveau européen et remporte deux Euroligues avec Union sportive Valenciennes Olympic.
À la suite de propos critiques contre le contrôle de gestion après la non-qualification d'une pigiste médicale en 2012, il est suspendu pour huit matches par la FFBB début 2013.
Après les difficultés financières de Lyon à l'intersaison, qui conduisent le club à renoncer aux compétitions européennes et réduire sa masse salariale, il quitte le club à l'été 2013.
Le 31 décembre 2013 il est nommé entraîneur de Cholet Basket en remplacement de Jean-Manuel Sousa.
À la fin de la saison 2014-2015, Cholet prolonge son contrat d'une saison en tant qu'entraîneur.
Après la série de huit défaites en championnat de Pro A, le 2 décembre 2015, il est démis de ses fonctions et remplacé par Jérôme Navier.

## Clubs
Masculins
- 1986-1989 :  Cholet Basket (Nationale 2 puis N 1 A) (assistant)
- 1989-1990 :  Sceaux (N 1 A)
- 1990-1991 :  BC Gravelines (N 1 A) (assistant)
- 1991-1995 :  Cholet Basket (N 1 A et Pro A)
- 1995-1999 :  Toulouse (Pro A)
- 2013-2015 :  Cholet Basket (Pro A)

Féminins
- 1999-2007 :  Union sportive Valenciennes Olympic (Ligue féminine de basket)
- 2007-2008 :  UMMC Iekaterinbourg (Superligue)
- 2009-2012 :  Nantes-Rezé Basket 44 (Ligue féminine de basket)
- 2012-2013 :  Union Lyon Basket Féminin (Ligue féminine de basket)

## Palmarès
Masculins
- Finaliste du championnat de France masculin de basket-ball de Pro A en 1988
- Finaliste du Tournoi des As en 1988 et 1989
- Champion de France de Pro B en 1996

Féminins
- Euroligue : 2002, 2004
- Finaliste de l'Euroligue : 2001, 2003
- Champion de France : 2001, 2002, 2003, 2004, 2005, 2007
- Coupe de France : 2001, 2002, 2003, 2005, 2007
- Tournoi de la Fédération : 2002, 2003, 2004, 2005